# 施偉政
施偉政（1981年6月16日—），中華民國政治人物，民主進步黨籍，基隆市人，現任基隆市議員，曾任前基隆市議員施世明辦公室主任、立法委員何志偉辦公室主任。

## 生平
2018年曾參選基隆市議員，落選。後到台北協助何志偉補選立法委員選戰，當選後幫何志偉在大同區服務，在2022年再度參選基隆市議員，當選。

## 家庭
父親施世明曾連任五屆基隆市議員，地方耕耘紮實。施世明在2018年交棒給施偉政。

## 選舉紀錄
| 年度 | 選舉屆數               | 選舉區           | 所屬政黨   | 得票數 | 得票率 | 當選標記 | 備註 |
| ---- | ---------------------- | ---------------- | ---------- | ------ | ------ | -------- | ---- |
| 2018 | 第十九屆基隆市議員選舉 | 基隆市第四選舉區 | 民主進步黨 | 3,630  | 14.53% |          |      |
| 2022 | 第二十屆基隆市議員選舉 | 基隆市第四選舉區 | 民主進步黨 | 5,097  | 21.47% |          |      |